# Євангелічна церква Аугсбурзького віросповідання в Словаччині
Євангельська церква Аугсбурзького віросповідання в Словаччині — лютеранська громада Словаччини, друга за величиною християнська деномінація в країні. Церква налічує бл. 370 тис. прихожан, об'єднаних у 327 парафій, що становить 7 % словацького населення. ЄЦАВ володіє 591 діючими церквами і молитовними будинками . Парафії об'єднані в 14 сеніоратів (пробства) і 2 дистрикта (єпархії). Вища адміністративна влада належить Конвенту на місцях і синоду у центрі.
Історія протестантизму у Словаччині бере свій початок у 1610 році, коли в Жиліні була заснована перша громада. До кінця століття більшість населення країни була вже протестантами, однак потім почалася Контрреформація . Тільки в 1848 році була реалізована політика віротерпимості. До 1922 року відноситься час оформлення Словацької лютеранської громади, яка виділяється з Угорської церкви Аугсбурзького сповідання. У 1948 році комуністичний уряд скував діяльність церкви.
На даний час віруючі цієї церкви складають більшість населення в Миявському районі в західній Словаччині.

## Організація
Керівними органами всієї церкви є Генеральний пресвітеріум (Generálne presbyterstvo) і Президія (Predsedníctvo) . Нагляд за діяльністю церкви здійснюється генеральним єпископом, за роботою церковних округів стежать окружні єпископи (dištriktuálny biskup), за роботою сеньйоратів — сеньйори (senior). Генеральний єпископ і 2 окружних єпископа утворюють колегію єпископів (Zbor biskupov) . Церковним законодавством відає Синод (Synoda), що скликається на свої сесії за потреби Генеральним пресвітеріумом. У функції Синоду входять розгляд доктринальних положень, вирішення питань церковного устрою і ординації (висвячення священнослужителів). Усі церковні посади є виборними, причому пастори і єпископи обираються довічно. Базовим осередком у Словацькій євангельській церкві є церковна громада (Cirkevný zbor). Громади об'єднуються в сеньйорати, а сеньйорати утворюють 2 округи: Східний і Західний .
Громади
Справи громади вирішуються загальними зборами (zborový konvent), а також церковною радою (Zborové presbyterstvo). Рада утворює президію (zborové predsedníctvo) у складі двох чоловік: пастора (farár) та інспектора (zborový dozorca) (з мирян).
Сеньйорати
Органами сеньйоратів є асамблеї (seniorálny konvent), ради (Seniorálne presbyterstvo) і їх президії (Seniorálne predsedníctvo),
Округи
Органами округів є конвенти (Konvent), пресвітеріуми (Presbyterstvo) і президії (Predsedníctvo).

## Церковне життя
У новий час церква випустила збірку пісень, служебник і переклад Біблії словацькою мовою. Практикуються молодіжні богослужіння.